# Mátételke
Mátételke este un sat în districtul Bácsalmás, județul Bács-Kiskun, Ungaria, având o populație de 504 locuitori (2011). 

## Demografie
Componența etnică a satului Mátételke
     Maghiari (97,05%)
     Romi (1,81%)
     Croați (1,13%)
Componența confesională a satului Mátételke
     Romano-catolici (65,48%)
     Fără religie (8,13%)
     Reformați (4,17%)
     Necunoscută (21,23%)
     Atei (0,99%)
     Alte religii (0,6%)
Conform recensământului din 2011, satul Mátételke avea 504 locuitori. Din punct de vedere etnic, majoritatea locuitorilor (97,05%) erau maghiari, cu o minoritate de romi (1,81%).  Din punct de vedere confesional, majoritatea locuitorilor (65,48%) erau romano-catolici, existând și minorități de persoane fără religie (8,13%) și reformați (4,17%). Pentru 21,23% din locuitori nu este cunoscută apartenența confesională.